# 益士比臣街
益士比臣街，又譯益士比慎街，是澳洲維多利亞州美利濱商業中心區的一條主要街道，以1880年在皇家展覽館舉辦的國際博覽會命名，1837年初名為史提芬街（Stephen Street）。街道大致呈南北走向，是原始霍德爾路網的一部分。

## 地理
益士比臣街位於美利濱商業中心區東部，是城市交通的主要大道。